# Arturo Michelena

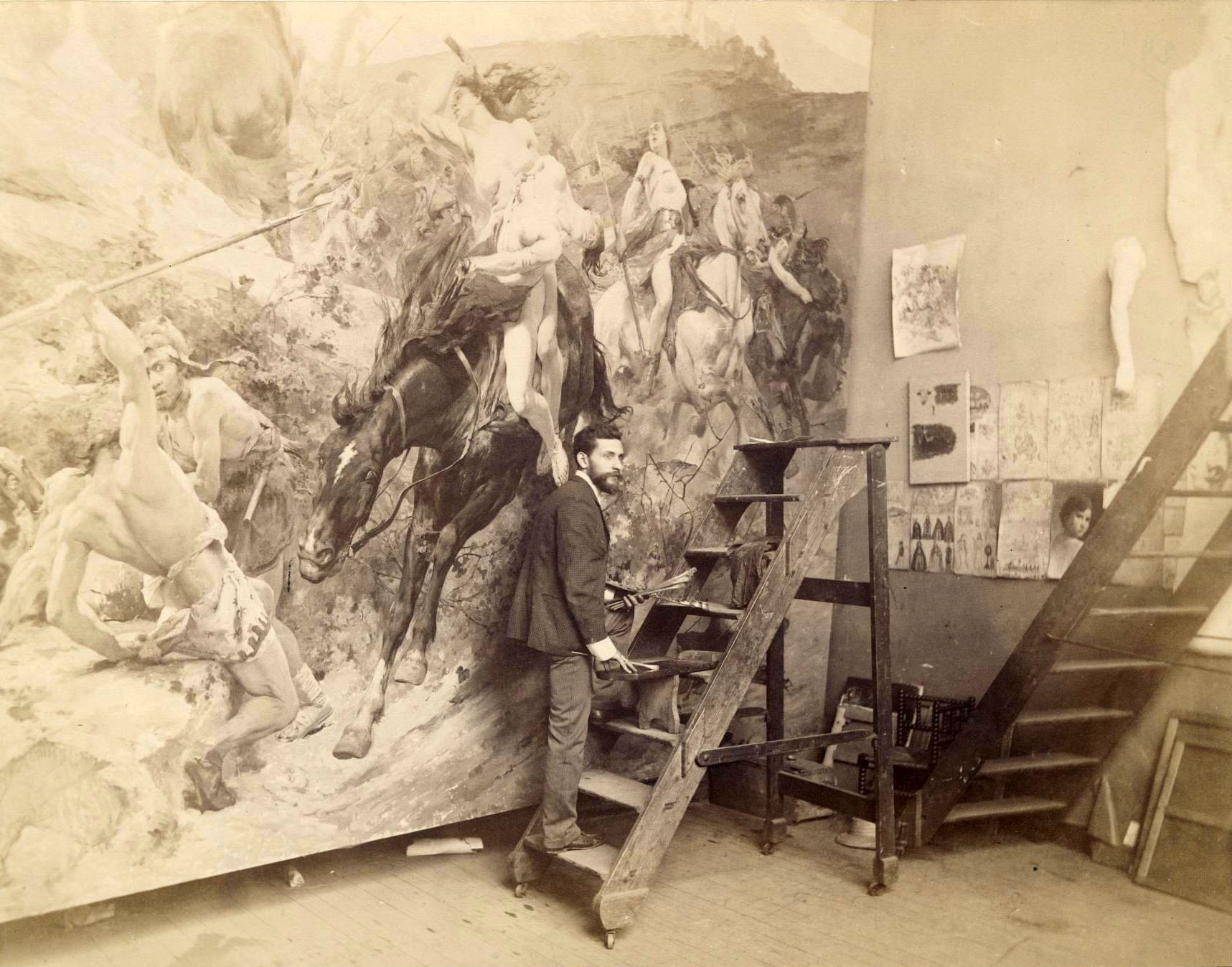
Arturo Michelena al seu estudi de París.

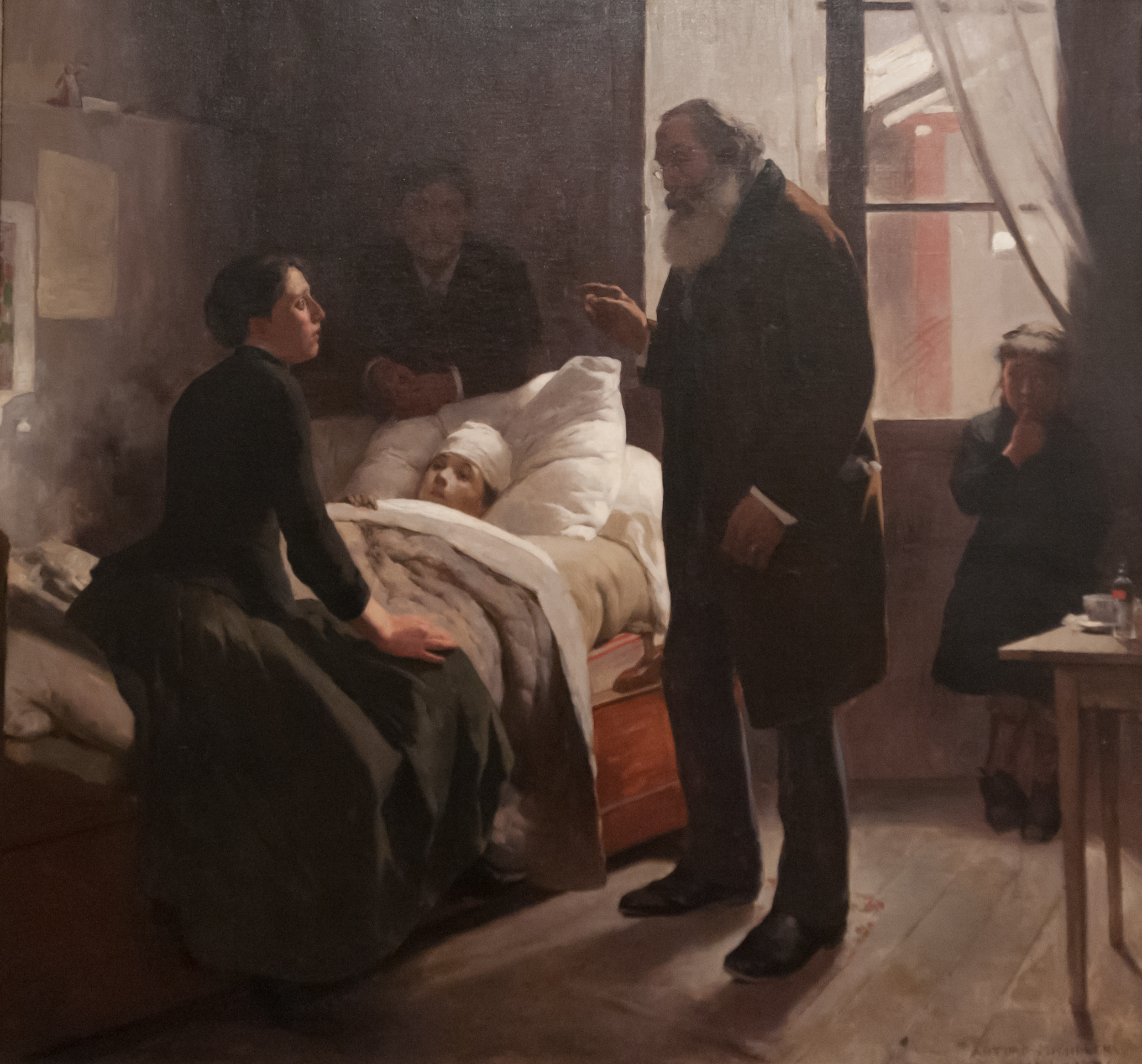
El niño enfermo, 1886 - Arturo Michelena

Arturo Michelena (Valencia, Veneçuela, 1863-Caracas, 1898) fou un pintor veneçolà.
Nascut en el si d'una família d'artistes, va començar a pintar molt aviat sota la tutela del seu pare. El 1883 va obtenir el segon premi al Salón del Centenario del Natalicio de El Libertador Simón Bolívar amb l'obra El lliurament de la bandera al batalló sense nom. Entre 1885 i 1889 va estudiar a París sota la direcció de Jean-Paul Laurens, pintor de temes històrics i de grans decoracions murals. Va obtenir la medalla d'or al Salon de la Société des artistes français de 1887 amb El nen malalt. Va obtenir grans èxits com a retratista i pintor oficial.